# Iseza auxilia
Iseza auxilia är en insektsart som beskrevs av Pieter D. Theron 1988. Iseza auxilia ingår i släktet Iseza och familjen dvärgstritar. Inga underarter finns listade i Catalogue of Life.